# 白俄罗斯共和国国家边界委员会
白俄罗斯共和国国家边境委员会，GPK（白俄罗斯语：Дзяржаўны пагранічны камітэт Рэспублікі Беларусь，ДПК，俄语：Государственный пограничный комитет Республики Беларусь，ГПК）是一個負責管理白俄罗斯邊境（白俄羅斯与俄罗斯、乌克兰、波兰、立陶宛和拉脱维亚的國界）的機構。其下屬的武装准军事部队被称为边防局（白俄罗斯语：Пагранічная Служба Беларусі；俄语：Пограничная служба Беларуси），它負責执行委员会的命令和政策。 
白俄罗斯共和国国家边界委员会是根据白俄罗斯最高苏维埃1991年9月20日的法令成立的。为了管理邊境的武裝人員，1992年1月15日，白俄罗斯共和国国家边界委员会设立了边境部队总局（俄语：Главное управление пограничных войск）。为了给委員會和边境部队总局的活动提供法律基础，1992年11月4日至5日，第1908-XII号《白俄罗斯共和国国家边境法》和第1911-XII号《白俄罗斯共和国边境部队法》獲得通過。1994年至1997年间，第一批白俄羅斯边防部队組建。1997年1月11日，白俄羅斯總統亚历山大·格里戈里耶维奇·卢卡申科签署法令，将边境部队总局更名为国家边防部队委员会。2007年9月，国家边防部队委员会更名为边防局。